# Президентские выборы в Колумбии (1966)
Президентские выборы в Колумбии проходили 1 мая 1966 года. Согласно соглашению по Национальному фронту, когда Консервативная и Либеральная партии договорились о поочерёдной смене власти, в 1966 году была очередь либералов, поэтому в выборах участвовали только кандидаты от Либеральной партии. В результате голосования победу одержал Карлос Льерас Рестрепо, набравший 72% голосов. Явка составила 40%.

## Результаты
| Кандидат                          | Партия/Коалиция                                 | Голоса    | %    |
| --------------------------------- | ----------------------------------------------- | --------- | ---- |
| Карлос Льерас Рестрепо            | Либеральная партия                              | 1 891 175 | 71,8 |
| Хозе Харамильо Жиралдо            | Либеральная партия–Национальный народный альянс | 742 133   | 28,2 |
| Антонио Гоенеш                    | Либеральная партия                              | 597       | 0,0  |
| Недействительные/пустые бюллетени | Недействительные/пустые бюллетени               | 15,353    | –    |
| Всего                             | Всего                                           | 2 649 258 | 100  |
| Действительные бюллетени/Явка     | Действительные бюллетени/Явка                   | 6 611 352 | 40,1 |
| Источник: Nohlen                  |                                                 |           |      |